# جون هوارث (سياسي)
جون هوارث (بالإنجليزية: John Howarth)‏ هو سياسي بريطاني، ولد في 31 أكتوبر 1958 في نيوكاسل أبون تاين في المملكة المتحدة. حزبياً، نشط في حزب العمال. وقد انتخب عضو في البرلمان الأوروبي عن دائرة جنوب شرق إنجلترا ‏ لترشحه ضمن قائمة حزب العمال، وقد انضم خلال فترته النيابية (30 يونيو 2017 – ) للكتلة البرلمانية التحالف التقدمي للاشتراكيين والديمقراطيين.